# ロナルド・リード (慈善家)
ロナルド・ジェームス・リード（Ronald James Read、1921年10月23日 - 2014年6月2日）は、アメリカの慈善家、投資家、管理人、ガソリンスタンドの店員である。バーモント州ダマーストンの貧しい農家で育った。毎日6.4km歩いたりヒッチハイクで高校まで通い、家族の中で最初の高校卒業生となった。第二次世界大戦中にアメリカ陸軍に入隊し、イタリアで憲兵として勤務した。1945年に名誉除隊すると、バーモント州ブラトルボロに戻り、そこでガソリンスタンドの店員および整備士として約25年間働いた。その後J.C.ペニーでパートタイムの用務員の仕事に就き、1997年まで17年間働いた。
リードは2014年に亡くなった。ブルックス記念図書館に120万ドル、ブラトルボロ記念病院に480万ドルを遺贈した後、多くの米国の新聞や雑誌でメディアに取り上げられた。配当を生み出す株式への投資で800万ドル近くの財産を築いた。テクノロジー企業など彼自身が理解できない企業の株を避けて、倹約的な生活を送り、優良企業に集中した多様な株式ポートフォリオのバイ・アンド・ホールド投資家である。